# لی-آن پیننوک
لی-آن پینوک (به انگلیسی: Leigh-Anne Pinnock) (زاده ۴ اکتبر ۱۹۹۱) خواننده انگلیسی است. وی عضو گروه لیتل میکس است. لی در بچگی اعتماد به نفس کمی داشت و توسط بچه‌ها مسخره می‌شد. او دو خواهر دارد. او در سال ۲۰۱۱به صورت انفرادی در مسابقه اکس فکتور شرکت کرد و داوران او را با (جسی نلسون، جیدثیروال، پری ادواردز) همگروهی کردند. او قبل از شرکت در مسابقه اکس فکتور در پیتزا هات کار می‌کرد. لی-ان در سال ۲۰۱۵ یک اکانت تامبلر برای وبلاگ مد در TUMBLRبه نام Leigh Loves درست کرد. لی در سال ۲۰۱۹ به‌طور رسمی به عنوان ترانه‌سرا درSony ATV به همراه جید ثیروال مشغول به کار شد. او به همراه دوستش گابریل یک برند لباس زیر به نام In a seashell راه اندازی کرد. او اصلیت باربادوسی و جامائیکایی دارد.

## اوایل زندگی
لی-آن پیننوک در ۴ اکتبر ۱۹۹۱ متولد شد، و درهایت وایکومب، باکینگهام شایر بزرگ شد. پینوک از نژاد باربد و جامائیکا است و والدین او هر دو نژاد مختلط هستند. لی-آن دختر دبورا تورنهیل، معلم مدرسه هارلینگتون و جان ال پینوک، مکانیک است. پدر و مادر او در سال ۲۰۰۹ تقاضای طلاق کردند. او کوچک‌ترین فرزند از سه فرزند است، لی-آن به دنبال دو خواهر بزرگتر خود سیان-لوئیز پیننوک و سایرا پیننوک است. غیر از خواهرانش، او همچنین زمانی را با پدربزرگش در جامائیکا گذراند. پینوک در درجه اول در مدرسه سر ویلیام رامزی تحصیل می‌کرد. سپس، او در یازده سالگی برای چند سال در مدرسه تئاتر جوان سیلویا ثبت نام کرد. لی قبل از پیوستن به لیتل میکس، به عنوان پیشخدمت در پیتزا هات کار می‌کرد.

## زندگی شخصی
او در دسامبر ۲۰۱۶ اعلام کرد که با آندره گری، بازیکن فوتبال در رابطه است. لی آن و آندره رسماً با انتشار عکسی از خودشان در سال ۲۰۲۰ اعلام کردند که نامزد کردند. لی آن در سال ۲۰۲۱ در صفحه اینستاگرام خود اعلام کرد که او از آندره گری باردار است. او درحال حاضر صاحب یک دوقلو است.